# Krzywnica
Krzywnica – wieś w Polsce położona w województwie zachodniopomorskim, w powiecie stargardzkim, w gminie Stara Dąbrowa, położona 3,5 km na wschód od Starej Dąbrowy (siedziby gminy) i 14 km na północny wschód od Stargardu (siedziby powiatu).
W latach 1975–1998 miejscowość administracyjnie należała do województwa szczecińskiego.
We wsi był przystanek kolei wąskotorowej Krzywnica.

## Zabytki
- kościół św. Stanisława Biskupa i Męczennika, murowany z kamiennych ciosów, XV-wieczny, w XIX w. przebudowany i regotyzowany;
- Ruiny zamku w Krzywnicy - zachowały się pozostałości wałów, fos i fragmentów fundamentów zamku rycerskiego z XIV wieku.[4] Zamek miał kształt czworokątny o murach o boku około 40 metrów, a dodatkowo bronił go podwójny obwód wałów oraz fosa otaczająca kopiec, na którym wznosiły się mury. Przy północno-zachodniej kurtynie murów istniał dom mieszkalny, a od strony południowo-zachodniej brama wjazdowa[5].